# 川野幸男
川野 幸男（かわの ゆきお、1958年4月12日 - ）は、日本の政治家。元大分県津久見市長（2期）。

## 来歴
大分県津久見市四浦に生まれる。津久見市立仙水小学校、津久見市立四浦西中学校卒業。1977年（昭和52年）3月、大分県立津久見高等学校卒業。1981年（昭和56年）3月、九州大学経済学部卒業。同年4月、大分県庁に入庁。2011年（平成23年）5月、国東市副市長に就任。その後、大分県総務部参事監兼市町村振興課長、中部振興局次長兼地域防災監などを歴任。
2015年（平成27年）12月6日に行われた津久見市長選挙に立候補し、元市職員の松下俊喜を破り初当選を果たした（川野：6,931票、松下：3,164票。当日有権者数：16,288人、最終投票率：62.62%）。12月26日、市長就任。市長職のほか、大分県立津久見高等学校野球部後援会の会長を務める。
2019年（令和元年）、無投票により再選。
2023年（令和5年）、12月3日に行われた同選挙に3度目の当選を目指し立候補したが、元大分放送アナウンサーの石川正史に大差で敗れて落選、さらに前副市長の飯沼克行の票も下回る最下位に終わった。
開票結果は、石川 4,081票、飯沼 4,030票、川野 1,156票だった（当日有権者数：13,778人、最終投票率：67.55%）。